# 七重濱站
七重濱車站（日语：／ Nanaehama eki */?）是道南漁火鐵道的鐵路車站，位於北海道北斗市七重濱，現為無人站。
名稱來自附近地名，源於阿伊努語的「naa-nay」（河流很多）或「nu-an-nay」（豐饒的河川），與「七飯町」相同，為了區別而在後面加上「濱」字。

## 車站結構
島式月台1面2線的地面車站。起初為2面2線的對向式月台，隨着津輕海峽線開業，可作貨物列車交會。月台與跨線天橋聯絡。
設置跨站式站房。

### 月台配置
| 月台 | 路線            | 方向 | 目的地           |
| ---- | --------------- | ---- | ---------------- |
| 1    | ■道南漁火鐵道線 | 上行 | 上磯、木古內方向 |
| 2    | ■道南漁火鐵道線 | 下行 | 函館方向         |

## 歷史
- 1933年12月5日：車站開業[2]。

## 相鄰車站
道南漁火鐵道
■道南漁火鐵道線
五稜郭（H74）－七重濱（sh11）－東久根別（sh10）

## 外部連結
- 官方網頁。（页面存档备份，存于）（日語）